# Дума про козака Голоту

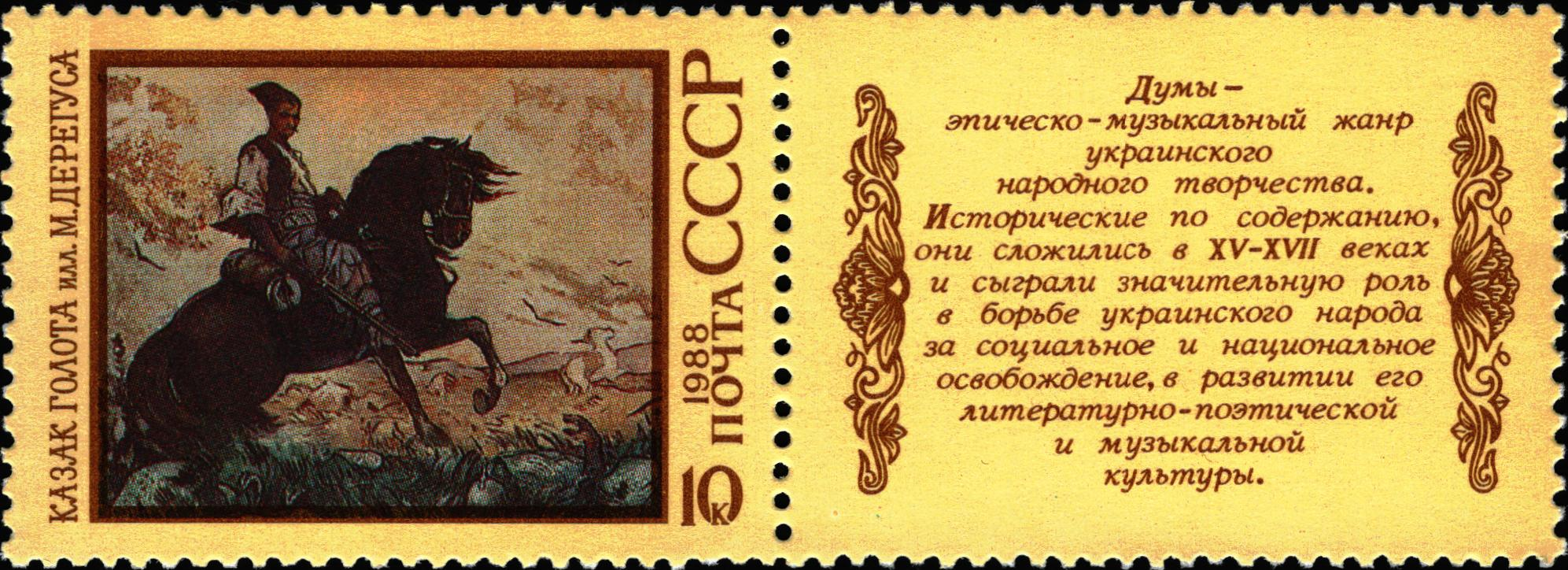
Радянська марка

«Дума про козака Голоту» — дума; основний образ думи — вірний син і захисник рідної землі — козак Голота.

## Сюжет
У думі змальовано поєдинок, у якому козак Голота, людина смілива і відважна, перемагає татарина. Козак належить до запорізької черні, про що свідчить і його прізвисько, і його портрет, детально змальований в думі. Загалом, портрети відіграють в цій думі надзвичайно важливу роль. Вони є засобом характеристики героїв. Портрет татарина, теж докладно змальований, яскраво підкреслює риси зажерливого загарбника. Козак, по своїй суті людина миролюбна, що підкреслено в думі, але він сміливо виходить на поєдинок, бо основним обов'язком для себе вважає оборону Вітчизни.
Дума відбиває історичні події, що відбулися в другій половині XVI ст. — заселення козаками земель у гирлі Дунаю. Козак Голота — особа не історична, хоч дехто з дослідників безуспішно намагався довести, що образ Голоти історично достовірний, твердили ніби йдеться про Іллю Голоту — спільника й полковника Богдана Хмельницького, який здобував міста, ходив з козаками на Полісся й Литву з дорученням гетьмана і там у 1649 році при облозі Згола згинув від ворожого меча.
Місце дії думи — «поле Килиїмське» — це не абстрактна назва, а цілком конкретна територія, що й досі носить цю назву — рум. Cîmpina Chiliei (тобто поле Килиїмське). Це степовий острів з висотами до 6 м над рівнем моря, витягнутий по лінії північ — південь на румунському боці Сулінського гирла Дунаю. На його північному кінці розташоване місто Стара Кілія (рум. Chilia Veche), саме та Кілія, що й існувала в часи створення думи, а не Кілія, що розташована на українському боці Дунаю. Острів вивищується над навколишньою Дельтою на кілька метрів, відрізняється від неї ґрунтом, рештками степової рослинності (ореться), на ньому досліджено ряд курганів ранньої бронзової доби.

## Історія записів
Дума про козака Голоту є твором усної народної творчості, відповідно автора встановити неможливо. Текст був знайдений М. Возняком в рукописному збірнику Кондрацького, який зберігався в Краківській бібліотеці. В рукописі зазначено дата запису як 1693 р. М. Возняк вважав, що дума була записана до 1693 р. Інші записи були зроблені на Чернігівщині в 1844 р. В. Білозерським та пізніше М. Максимовичем у 1849. У 1854 р. був зроблений запис П. Кулішем від лірника А. Никоненка в Лубнах на Полтавщині. У 1901 р. був зроблений запис Е. Крістом від кобзаря О. Бутенка на Харківщині.

## Музика
Стосовно думи «Про козака Голоту» Д. Ревуцький пише: «Народжується нині теж цікавий тип кобзаря-інтелігента, що бере з книги тексти й сам вигадує музику до них. Як зразок такої інтелігентської творчості подаємо мотив, записаний від Гната Мартиновича Хоткевича. Цей мотив, як казав сам автор, це перероблений голос народної пісні».
Г. Хоткевич сам склав мелодію. Уривок, котрий був поміщений у праці Д. Ревуцького, став основою обробки думи «Про козака Голоту», яку виконували пізніше бандуристи Михайло Полотай, Зиновій Штокалко та Федір Жарко.
«Про козака Голоту» — Г. Хоткевич зазначив, що це найкраща з його дум. «Вже початок один, широкий, розлогий дає розуміння, що мається діло і зі степом широким, і з такими широкими натурами: — уривок мелодії — Опис одежі козацької йде у веселих іронічних тонах під акомпанемент… Далі йшло збирання татарина, як ото він надіває багатий костюм хвалиться перед Жінкою, що вб'є козака Голоту. І мотив жінки — пів-український, пів-східний; сим робиться натяк, що може й жінка та була бранка. Козак убив татарина, стягає з нього дорогу одежу, іде до Січі і там п'яний від удачі і горілки, викликами славить поле Килиїмське».

## Виконавці

### Кобзарі
- Бутенко Остап Якович

### Бандуристи
- Г. Хоткевич
- З. Штокалко
- Володимир Єсипок
- Т. Лазуркевич
- Ф. Жарко
- Михайло Полотай
- В. Мішалов
- Д. Губ'як

### Лірники
- Архив Никоненко